# Програма з вищої освіти
Українське законодавство має широке означення терміна для всіх видів освіти.

Освітня програма — єдиний комплекс освітніх компонентів (предметів вивчення, дисциплін, індивідуальних завдань, контрольних заходів тощо), спланованих і організованих для досягнення визначених результатів навчання.

Існує також визначення терміна для вищої освіти.

Освітня (освітньо-професійна, освітньо-наукова чи освітньо-творча) програма — система освітніх компонентів на відповідному рівні вищої освіти в межах спеціальності, що визначає вимоги до рівня освіти осіб, які можуть розпочати навчання за цією програмою, перелік навчальних дисциплін і логічну послідовність їхнього вивчення, кількість кредитів Європейської кредитної трансферно-накопичувальної системи, потрібних для виконання цієї програми, а також очікувані результати навчання (компетентності), які повинен опанувати здобувач відповідного ступеня вищої освіти.

## Обсяги освітніх програм за рівнями вищої освіти
- Молодший бакалавр виконує освітньо-професійну програму, обсяг якої становить 120—150 кредитів Європейської кредитної трансферно-накопичувальної системи (ЄКТС);
- Бакалавр виконує освітньо-професійну програму, обсяг якої становить 180—240 кредитів ЄКТС;
- Магістр виконує освітньо-професійну програму, обсяг якої становить 90—20 кредитів ЄКТС або освітньо-наукову програму обсягом 120 кредитів ЄКТС, яка обов'язково містить у собі дослідницьку (наукову) компоненту обсягом не менш ніж 30 відсотків.
- Магістр медичного, фармацевтичного або ветеринарного спрямування (ступінь здобувають на основі повної загальної середньої освіти) виконує освітню програму, обсяг якої становить 300—360 кредитів ЄКТС;
- Доктор філософії виконує освітньо-наукову програму обсягом 30-60 кредитів ЄКТС;
- Доктор мистецтва виконує освітньо-творчу програму обсягом 30-60 кредитів ЄКТС.

## Вимоги до освітньої програми
Стандарт вищої освіти визначає такі вимоги до освітньої програми:
1. обсяг кредитів ЄКТС, потрібний для здобуття відповідного ступеня вищої освіти;
2. перелік компетентностей випускника;
3. нормативний зміст підготовки здобувачів вищої освіти, сформульований у термінах результатів навчання;
4. форми атестації здобувачів вищої освіти;
5. вимоги до наявности системи внутрішнього забезпечення якості вищої освіти;
6. вимоги професійних стандартів (у разі їхньої наявности).

Освітні програми для кожного рівня вищої освіти та спеціальности затверджує Вчена рада закладу вищої освіти.

## Акредитація освітньої програми
Акредитацію освітньої програми проводить Національна агенція із забезпечення якости вищої освіти. У разі ухвали рішення про акредитацію освітньої програми Національна агенція із забезпечення якости вищої освіти видає закладу вищої освіти відповідний сертифікат (строком на 5 років – для акредитації вперше; на 10 років — при повторних акредитаціях), в якому зазначено:
- найменування та адресу закладу вищої освіти;
- спеціальність і рівень вищої освіти, за якими акредитовано освітню програму;
- дату видачі сертифіката.

Інформацію про видачу сертифіката вносять до Єдиної державної електронної бази з питань освіти.